# Aquaria (drag queen)
Pour les articles homonymes, voir Aquaria.
Giovanni Palandrani, plus connu sous le nom de scène Aquaria, est une drag queen américaine principalement connue pour sa participation à la dixième saison de RuPaul's Drag Race.

## Jeunesse
Giovanni Palandrani naît le 12 février 1996 à West Chester, dans l'État de Pennsylvanie, aux États-Unis, d'une famille d'origine italienne. Il prend des cours de danse pendant quatre ans. Il étudie la mode féminine pendant deux semestres au Fashion Institute of Technology de New York,.

## Carrière

### Débuts
Giovanni Palandrani expérimente le maquillage à 13 ans, alors qu'il est encore au collège, avant de commencer professionnellement le drag en 2014, à l'âge de 18 ans. Il choisit le nom de scène Aquaria en hommage à son signe astrologique, le Verseau (Aquarius en anglais). Il reçoit très tôt le soutien de Susanne Bartsch.
Il est la drag daughter de Sharon Needles, gagnante de la quatrième saison de RuPaul's Drag Race. À la suite des accusations concernant cette dernière, Aquaria annonce qu'elles ne sont plus en contact et dit « ne pas le soutenir » et « se sent terriblement mal pour les gens qu'elle a blessés ».
Aquaria apparaît dans un article de Vogue Italia aux côtés de Susanne Bartsch et d'autres drag queens en janvier 2016.

### RuPaul's Drag Race
Le 22 février 2018, Aquaria est annoncée comme l'une des quatorze candidates de la dixième saison de RuPaul's Drag Race, qu'elle remporte face à Eureka O'Hara et Kameron Michaels,.
Elle apparaît lors de l'épisode final de la onzième saison de RuPaul's Drag Race pour le couronnement de Yvie Oddly.
Lors de la RuPaul's DragCon de New York en septembre 2019, Aquaria est annoncée comme l'une des participantes de RuPaul's Drag Race Live!, une résidence de spectacle de janvier 2020 à août 2020 au Flamingo Las Vegas.

### Succès post-Drag Race
En octobre 2018, elle apparaît dans Vogue Italia. Elle signe un contrat de mannequinat chez IMG Models et de rédactrice chez Dazed et en novembre 2018, figure comme mannequin pour la collection capsule Moschino x H&M de Jeremy Scott,.
En 2019, elle annonce être l'une des égéries de la campagne Viva Glam de MAC Cosmetics et sort sa palette de maquillage en collaboration avec NYX Cosmetics,. Elle est invitée au Met Gala de 2019 avec Violet Chachki et RuPaul, les premières drag queens à participer à l'événement. En juin 2019, elle apparaît sur la couverture de New York Magazine.
Pendant la Semaine de la mode de New York de 2019, elle figure comme mannequin pour le défilé Savage x Fenty Beauty de Rihanna.

## Vie privée
Giovanni Palandrani est ouvertement homosexuel. Il réside à Brooklyn.

## Discographie
| Année | Titre                          | Artiste                                              | Album                 | Ref.   |
| ----- | ------------------------------ | ---------------------------------------------------- | --------------------- | ------ |
| 2016  | Looks                          | Linux ft. Aquaria                                    | Everybody Hates Linux | [ 21 ] |
| 2018  | Cher: The Unauthorized Rusical | RuPaul ft. The Cast of RuPaul's Drag Race, Season 10 | —                     | [ 22 ] |
| 2018  | American                       | RuPaul ft. The Cast of RuPaul's Drag Race, Season 10 | —                     | [ 23 ] |
| 2018  | Burn Rubber                    | Elle-même                                            | —                     | [ 24 ] |
| 2019  | Rim                            | Brooke Candy ft. Violet Chachki et Aquaria           | SEXORCISM             | [ 25 ] |

## Filmographie

### Télévision
| Année | Titre                           | Rôle      | Notes                                          | Ref.   |
| ----- | ------------------------------- | --------- | ---------------------------------------------- | ------ |
| 2018  | Les Real Housewives de New York | Elle-même | Saison 10, épisode 2 : "Running Your Mouth"    | [ 26 ] |
| 2018  | RuPaul's Drag Race              | Elle-même | Saison 10, 14 épisodes : Concurrente, gagnante | [ 9 ]  |
| 2018  | RuPaul's Drag Race: Untucked    | Elle-même | Saison 10, 14 épisodes : Concurrente, gagnante | [ 9 ]  |
| 2019  | RuPaul's Drag Race              | Elle-même | Saison 11, épisode 14 : "Grand Finale"         | [ 11 ] |

### Clips vidéo
| Année | Titre                    | Artiste                                                   | Ref.   |
| ----- | ------------------------ | --------------------------------------------------------- | ------ |
| 2020  | Malibu (At Home Edition) | Kim Petras                                                | [ 27 ] |
| 2020  | Always (Drag Stars)      | George Michael, Mary J. Blige, Waze & Odyssey, Tommy Theo | [ 28 ] |
| 2020  | Cum                      | Brooke Candy ft. Iggy Azalea                              | [ 29 ] |